# Wiener Priesterseminar
Das Erzbischöfliche Priesterseminar Wien (früher auch Wiener Priesterseminar genannt) ist die Ausbildungsstätte für Weltpriester der Erzdiözese Wien.

## Geschichte
Es wurde 1758 von Erzbischof Christoph Anton Graf Migazzi gegründet. Dort fand die Ausbildung des Diözesanklerus statt. Es befand sich lange Zeit im Curhaus (auch Churhaus) am Stephansplatz in Wien.
Erzbischof Sigismund Anton Graf von Hohenwart ließ das Gebäude 1805 aufstocken, um mehr Seminaristen aufnehmen zu können.
Unter Kardinal Franz Xaver Nagl wurde das Spanische Spital in der Boltzmanngasse im 9. Wiener Bezirk, in welchem sich zuletzt ein Waisenhaus befand, umgebaut und erweitert. Die Übersiedlung erfolgte im Sommer 1914. Seither ist das Wiener Priesterseminar dort untergebracht.
Seit 2012 wird die Ausbildung gemeinsam mit dem Burgenländischen Priesterseminar und dem St. Pöltner Priesterseminar durchgeführt. Die Seminaristen aller drei Seminare wohnen dazu im Gebäude des Wiener Priesterseminars.
Die Seminarleitung der drei Priesterseminare unter einem Dach besteht derzeit aus Regens Richard Tatzreiter, aus den Subregenten Markus Muth, P. Lorenz Voith CSsR, Nikolaus Vidovic und aus den Spiritualen P. Walter Heck SJ und Peter Miscik.